# クレメンス10世 (ローマ教皇)
クレメンス10世（ラテン語：Clemens X, 1590年7月13日 - 1676年7月22日）は、ローマ教皇（在位：1670年 - 1676年）。本名はエミリオ・アルティエリ（Emilio Altieri）。
ローマ出身のアルティエリは教皇庁で働き、外交のエキスパートとして各国に教皇使節として赴いた。教皇に選出されたのは79歳という高齢になってからであった。そのため実務はほとんどこなせず、枢機卿パルッツィ・アルベルトーニが代理を務めた。その在位期間中にも、フランス王ルイ14世とガリカニスムの問題をめぐっての争いが続いた。ポーランド王ヤン3世に対してオスマン帝国との戦闘のための財政援助をしたことでも知られている。